# ناستازيا بورنيت
ناستازيا بورنيت (بالإيطالية: Nastassja Burnett)‏ مواليد 20 فبراير 1992 في روما، هي لاعبة كرة مضرب إيطالية وتحتل حالياً المرتبة رقم. 504 (20 يوليو 2015) في تصنيف رابطة محترفات كرة المضرب. أعلى تصنيف لها في الفردي كان المركز الـ 121 في سنة 2014. أعلى تصنيف لها في الزوجي كان المركز الـ 380 في سنة 2011.

## روابط خارجية
- ناستازيا بورنيت على موقع رابطة محترفات التنس (الإنجليزية)
- ناستازيا بورنيت على موقع الاتحاد الدولي لكرة المضرب (الإنجليزية)
- ناستازيا بورنيت على موقع كأس بيلي جين كينغ (الإنجليزية)
- ناستازيا بورنيت على موقع خلاصة التنس.كوم (الإنجليزية)
- ناستازيا بورنيت على موقع إي إس بي إن.كوم (الإنجليزية)
- ناستازيا بورنيت على موقع CONI honoured athlete website (الإيطالية)